# Trestní oznámení
Trestní oznámení je sdělení orgánům činným v trestním řízení o skutečnostech nasvědčujících tomu, že byl spáchán trestný čin. V trestněprávním procesním předpisu, kterým je trestní řád, tedy zákon č. 141/1961 Sb., o trestním řízení soudním, není trestní oznámení výslovně definováno. Zmíněno je pouze v § 59 odst. 5 („… činí-li se ústně trestní oznámení…“) a 6 („… jestliže byl protokol o trestním oznámení…“) a § 158 odst. 2 („… oznámení o skutečnostech…“). Obecně však platí, že trestní oznámení je podáním.

## Oznamovatelé
- státní orgány – dle ustanovení § 8 odst. 1 tr. řádu jsou povinny neprodleně oznamovat státnímu zastupitelství nebo policejnímu orgánu skutečnosti, nasvědčující tomu, že byl spáchán trestný čin. Státním orgánem s oznamovací povinností se přitom rozumí zákonodárné orgány a orgány státní správy. Povinnost lze odmítnout s odkazem na povinnost zachovávat tajnost utajovaných informací chráněných zákonem nebo státem uznanou povinnost mlčenlivosti
- právnické osoby, např. spolky, a fyzické osoby (občané) – mají jen morální oznamovací povinnost (nejde-li o případy podle § 368 tr. zákoníku)

Orgány činné v trestním řízení mají povinnost přijímat trestní oznámení, přičemž policejní orgán a státní zastupitelství mají tuto povinnost stanovenu v § 158 odst. 2 tr. řádu. Jejich postup při trestním oznámení upravují interní předpisy či pokyny obecné povahy. Je-li učiněno podání na soudu, tento neprodleně předává oznámení na příslušné státní zastupitelství.
Oproti tomu v § 368 trestního zákoníku je uveden taxativní výčet trestných činů, u kterých je dána oznamovací povinnost a kdy tedy se ten, kdo tuto povinnost poruší, sám dopouští neoznámení trestného činu. Existují však výjimky, uvedené v § 368 odst. 2 a 3 trestního zákoníku, např. advokát či advokátní koncipient ve vztahu ke skutečnostem, o nichž se dozví při výkonu advokacie nebo právní praxe či duchovní registrované církve nebo náboženské společnosti při výkonu zpovědního tajemství.

## Druhy trestních oznámení
Podle ustanovení § 59 odst 1 tr. řádu se rozlišuje oznámení
- písemné – pokud obsahuje skutečnosti, nasvědčující tomu, že byl spáchán trestný čin, je nutno jej prověřit bez ohledu na to, zda je podepsáno pravým či smyšleným jménem či zda je vůbec podepsáno. Návod jak podat trestní oznámení dává více institucí, např. Frank Bold[1], korupci lze oznámit i anonymně[2].
- ústní – zapsané do protokolu o trestním oznámení, při tom je nutno oznamovatele vyslechnout o okolnostech, za nichž byl trestný čin spáchán, o osobních poměrech toho, na něhož se oznámení podává, o důkazech a výši škody způsobené oznámeným činem a o dalších okolnostech, jako je například vztah oznamovatele k pachateli, jak se o činu dozvěděl, k popisu pachatele, zda by pachatele poznal a k dalším skutečnostem, které jsou oznamovateli známy o trestném činu, oznámení by přitom mělo odpovědět na sedm základních kriminalistických otázek (kdo, co, kdy, kde, jak, čím a proč?)
- telegrafické, telefaxové, dálnopisné – dle druhu použitého přenosového zařízení
- e-mailové – je nutno ho opatřit elektronickým podpisem dle zákona č. 227/2000 Sb.
- telefonické – není sice uvedeno přímo v zákoně, ale praxe ho připouští, je třeba provést prověrku volajícího zpětným voláním na jím uvedené telefonní číslo, zjistit, kde se oznamovatel nachází a jakým způsobem se lze na místo nejrychleji dostat

## Náležitosti
Obsahové a formální náležitosti jsou upraveny v § 59 odst. 3 tr. řádu, dle kterého musí podání obsahovat
- kterému orgánu činném v trestním řízení je určeno,
- kdo jej činí,
- čeho se týká,
- co sleduje,
- datum a
- podpis (k tomuto viz výše písemné oznámení).

Pokud oznámení nesplňuje tyto náležitosti, orgán činný v trestním řízení je vrátí oznamovateli, je-li znám, k doplnění a zároveň mu stanoví lhůtu k odstranění nedostatků. Délka lhůty není zákonem stanovena, určí ji orgán dle svého uvážení a s přihlédnutím k závažnosti oznámení.
Není-li oznamovatel znám či nejsou-li ve lhůtě nedostatky odstraněny, k oznámení se nepřihlíží. To však neplatí, pokud by obsahovalo skutečnosti, na jejichž podkladě lze učinit závěr o podezření ze spáchání konkrétního trestného činu.

## Protokolace trestního oznámení
Protokoluje se bezprostředně po provedení či zajištění nezbytných úkonů a opatření k předcházení či zabránění trestnému činu. Vždy se sepisuje protokol, pokud oznamovatel činí podání ústně. Před započetím protokolace jsou zjištěna a zapsána osobní data oznamovatele a tento musí být následně poučen. Poučení obsahuje upozornění na odpovědnost za uvedení vědomě nepravdivých údajů, zejména na trestný čin křivé obvinění dle § 345 tr. zákoníku, pomluva dle § 184 tr. zákoníku, poškození cizích práv podle § 181 tr. zákoníku, nadržování dle § 366 tr. zákoníku a na přestupek křivé vysvětlení dle § 6 zákona č. 251/2016 Sb.
Oznamovatel má též možnost dle § 100 odst. 2 tr. řádu odepřít výpověď, pokud by tím způsobil nebezpečí trestního stíhání sobě, svému příbuznému v pokolení přímém, svému sourozenci, osvojiteli, osvojenci, manželu, partneru nebo druhu anebo jiné osobě v poměru rodinném či obdobném, jehož újmu by právem pociťoval jako újmu vlastní. Ten, kdo má oznamovací povinnost podle trestního zákoníku však dle § 100 odst. 3 tr. řádu odepřít výpověď nemůže. Oznamovatel má právo dle § 2 odst. 14 tr. řádu používat svůj mateřský jazyk nebo jazyk, o kterém prohlásí, že jej ovládá. Jde-li o svědka, má tento právo dle § 55 odst. 2 tr. řádu žádat o utajení své podoby a podepsat protokol smyšleným jménem a příjmením, pokud okolnosti nasvědčují tomu, že mu v souvislosti s podáním svědectví zřejmě hrozí újma na zdraví nebo jiné vážné nebezpečí porušení základních práv.
Po ukončení protokolace je protokol předložen k přečtení a oznamovatel má právo žádat doplnění, provedení oprav a změn tak, aby byl protokol v souladu s jeho výpovědí. Pokud o to výslovně požádá, má oznamovatel právo být do jednoho měsíce vyrozuměn o provedených opatřeních. Účelem protokolace je potvrdit či vyvrátit existenci skutečností, uvedených v oznámení a získání poznatků k odhalení skutečností významných pro právní kvalifikaci trestného činu. Pokud jsou předloženy věcné či listinné důkazy, poznamená se toto do protokolu, popř. je sepsán záznam o převzetí. V neposlední řadě se při ústním podání zjišťuje, zda oznamovatel uplatňuje nárok na náhradu škody.

## Co se nepovažuje za trestní oznámení
- podání, které ani po doplnění neobsahuje údaje, z nichž lze učinit závěr o podezření ze spáchání trestného činu
- podání, která nejsou podepsána (výjimka viz výše)
- řádné opravné prostředky dle trestního řádu
- mimořádné opravné prostředky či podněty k jejich uplatnění
- stížnosti na průtahy při plnění úkolů státního zastupitelství, na nevhodné chování státního zástupce či zaměstnanců státního zastupitelství
- podněty k postupu Nejvyššího státního zastupitelství dle § 174a tr. řádu
- žádosti o odstranění průtahů či závad v postupu policejního orgánu či státního zástupce
- podání, jimiž se oznamovatel domáhá nároků, které lze uplatnit v civilním řízení
- podání, vyjadřující nespokojenost s rozhodnutím či postupem soudu